# Gondwanatitan
Gondwanatitan is een geslacht van plantenetende sauropode dinosauriërs, behorend tot de Titanosauria, dat tijdens het late Krijt leefde in het gebied van het huidige Brazilië. De enige benoemde soort is Gondwanatitan faustoi.

## Vondst en naamgeving
In 1983 vond boer Yoshitoshi Myzobuchi, in de streek Álvares Machado, nabij São Paulo, het skelet van een sauropode. Hij waarschuwde paleontoloog Fausto Luiz de Souza Cunha van het Museu Nacional die het skelet tussen 1984 en 1986 opgroef. Het was indertijd het meest complete dat van een sauropode in Brazilië was geborgen. De vondst werd in 1985 gemeld in de literatuur maar daarna verwaarloosd omdat de kwaliteit van de fossielen slecht was. In september 1997 echter werd begonnen ze alsnog te prepareren wat leidde tot de conclusie dat het een nog niet bekende soort betrof.
In 1999 werd de typesoort Gondwanatitan faustoi benoemd en beschreven door Alexander Kellner en Sergio de Azevedo. De geslachtsnaam is een combinatie van het supercontinent Gondwana en Titaan. De soortaanduiding eert de Souza Cunha.
Het holotype, MN 4111-V, is gevonden in een laag van de Adamantinaformatie die dateert uit het Turonien-Santonien, ongeveer negentig miljoen jaar oud. Het bestaat uit een gedeeltelijk skelet zonder schedel. Bewaard zijn gebleven: twee halswervels, zeven rugwervels, zes sacrale wervels, vierentwintig staartwervels, stukken van vier niet te identificeren wervels, ribben, het linkerschouderblad, beide opperarmbeenderen, een linkerdarmbeen, beide schaambeenderen, beide zitbeenderen en beide scheenbeenderen. Het gaat om delen van een enkel individu.

## Beschrijving
Het holotype betreft een vrij klein dier waarvan de lengte op zes à zeven meter geschat werd. Gregory S. Paul schatte in 2010 het gewicht van een zeven meter lang dier op één ton.
De beschrijvers wisten enkele onderscheidende kenmerken aan te geven. Bij de voorste en middelste staartwervels is het voorste gewrichtsfacet hartvormig. Bij het opperarmbeen is de deltopectorale kam goed ontwikkeld en naar binnen gekromd. Het voorste deel van het bovenvlak van het scheenbeen steekt naar boven uit. Bij het scheenbeen is de crista cnemialis slechts licht naar buiten gebogen. Later werd duidelijk dat een onderscheidend kenmerk ten opzichte van de verwant Aeolosaurus bestaat in het bol zijn van het achterste gewrichtsfacet van de zesde sacrale wervel die zo aansluit op de vooraan holle eerste staartwervel die bij Aeolosaurus juist vooraan bol is.

## Fylogenie
Gondwanatitan werd in 1999 in de Titanosauridae geplaatst. Een nauwe verwantschap met Aeolosaurus werd vermoed wegens het daarmee gedeelde kenmerk van naar voren hellende doornuitsteeksels op de voorste en middelste staartwervels. Zulk een afgeleide positie wordt bevestigd door het feit dat een hyposfeen-hypantrum-complex van secundaire gewrichtsuitsteeksels in de wervels ontbreekt. Later analyses toonden een positie in de Aeolosaurini tot welke klade de soort zelfs per definitie behoort. In 2000 werd door Bertini voorgesteld Gondwanatitan onder Aeolosaurus te rekenen maar meestal wordt het als een geldig geslacht beschouwd.